# Franziska Mietzner
Franziska Mietzner (ur. 20 grudnia 1988 w Bad Saarow), niemiecka piłkarka ręczna, reprezentantka kraju, rozgrywająca. Obecnie występuje w Bundeslidze, w drużynie Frankfurter Handball Club.

## Nagrody indywidualne
- Najlepsza strzelczyni sezonu 2008/09 w Bundeslidze
- MVP sezonu 2008/09 w Bundeslidze